# Самерсет
Самерсет (енгл. Somerset) је грофовија у југозападном региону Енглеске. Граничи се са грофовијама: Бристол, Глостершир, Вилтшир, Дорсет и Девон. Главни град је Тонтон. Са севера и запада делом излази на Бристолски залив и естуар реке Северн. 
Самерсет је рурална грофовија у којој је пољопривреда доминантна активност. Крајолици су делом равничарски, а делом благо брдовити. Самерсет је познат по сточарству, производњи јабука и сира чедар. 
У грофовији се налазе Национални парк Ексмур и град-споменик светске баштине УНЕСКО Бат.

## Администрација
Самерсетом управља Веће Самерсета у сарадњи са пет обласних већа. Обласна већа су: Јужни Самерсет (South Somerset), Тонтон Дин (Taunton Deane), Западни Самерсет (West Somerset), Сеџмур (Sedgemoor) и Мендип (Mendip). Две комуне су аутономне: Бат и Североисточни Самерсет (Bath and North East Somerset) и Северни Самерсет (North Somerset). 